# Max Walscheid
Maximilian Richard Walscheid dit Max Walscheid, né le 13 juin 1993 à Neuwied, est un coureur cycliste allemand. En 2014, il devient champion d'Allemagne sur route espoirs.

## Biographie

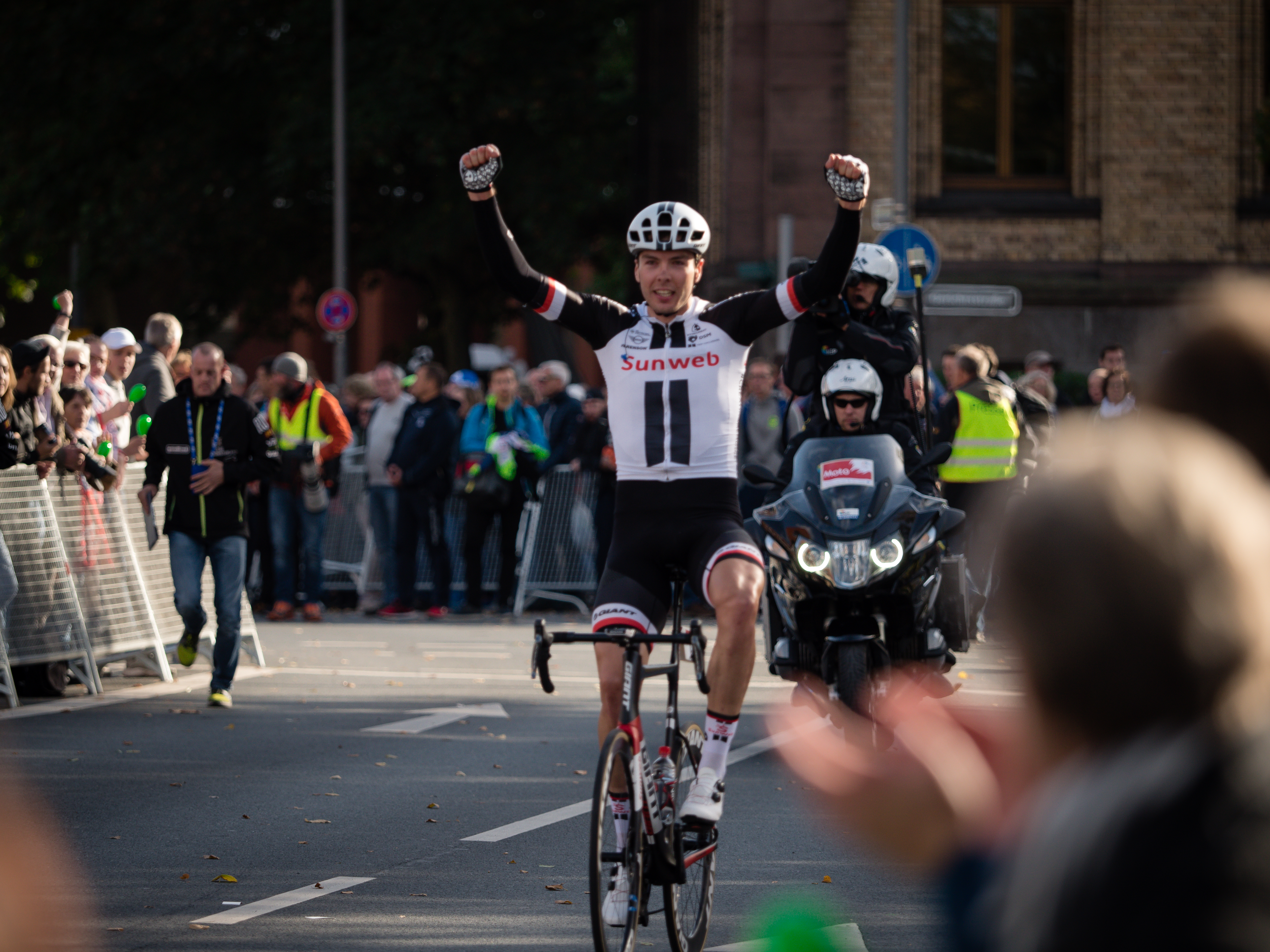
Max Walscheid remporte le Tour de Münster 2018.

Max Walscheid étudie au gymnasium Werner Heisenberg à Neuwied, où il pratique l'athlétisme puis le cyclisme. Après avoir obtenu son diplôme en 2012, il commence ses études de médecine à Heidelberg. Dans le même temps, il court au niveau international chez les juniors et décide de se consacrer à sa carrière cycliste.
Il rejoint en 2012 l'équipe Raiko Stölting, qui devient Stölting en 2013. Il montre ses qualités de sprinteur en remportant deux étapes du Tour de Berlin en 2014 et en devenant champion d'Allemagne sur route espoirs. En 2015, il gagne une étape du Tour de Berlin, où il se classe également deuxième du général. Il s'adjuge aussi Kernen Omloop Echt-Susteren, une course d'un jour belge. À la fin de la saison 2015, il passe son premier examen d'État en médecine et devient stagiaire au sein de l'UCI WorldTeam Giant-Alpecin, pour laquelle il termine 35e de la classique Paris-Tours. L'équipe décide de le faire passer professionnel et lui fait signer un contrat pour les années 2016 et 2017.
Le 23 janvier 2016, lors d'un stage avec sa nouvelle équipe Giant-Alpecin en Espagne, lui et cinq de ses coéquipiers sont violemment percutés par une conductrice anglaise qui roulait sur le mauvais côté de la route. Il souffre d'une fracture à la main et une autre au tibia. Après sa convalescence, il se classe deuxième du championnat d'Allemagne sur route derrière André Greipel. En octobre 2016, il remporte au sprint la troisième étape sur le Tour de Hainan après avoir terminé deuxième la veille car il avait célébré trop tôt. Cette victoire d'étape est sa première victoire dans une course classée en hors catégorie. Sur sa lancée, il gagne quatre autres étapes au sprint sur la course.
En 2017, il remporte une étape du Tour du Danemark. L'année suivante, il gagne une étape du Tour de Yorkshire, puis le Tour de Münster devant John Degenkolb et Nils Politt. Lors de la saison 2019, il gagne le Circuit du Houtland et se classe deuxième du Grand Prix de l'Escaut. En 2020, il rejoint l'équipe sud-africaine NTT, une autre équipe du World Tour. Il gagne deux étapes et le classement par points du Tour de Langkawi. En 2021, il s'illustre sur les contre-la-montre. Troisième du championnat d'Allemagne de la spécialité, il devient avec l'Allemagne champion du monde du contre-la-montre par équipes en relais mixte et médaillé d'argent au championnat d'Europe
Avec la disparition de l'équipe Qhubeka Assos (anciennement nommée NTT), il s'engage avec Cofidis en 2022. Il remporte le Grand Prix de Denain, après avoir également terminé deuxième de Nokere Koerse la veille. Peu après sa quatrième place sur la  Classic Bruges-La Panne, il est victime d'un accident à l'entrainement, après avoir été heurté par une voiture. Sélectionné pour le Tour de France, Walscheid est testé positif au SARS-CoV-2 avant le départ de la seizième étape et est contraint à l'abandon.
Il s'engage avec Jayco AlUla pour 2024 et 2025. Il a notamment un rôle d'équipier dans les sprints pour Dylan Groenewegen.

## Palmarès et classements mondiaux

### Palmarès amateur
- 2014[2]
  -  Champion d'Allemagne sur route espoirs
  - 4e et 5e étapes du Tour de Berlin
- 2015
  - 4e étape du Tour de Berlin
  - Kernen Omloop Echt-Susteren
  - 2e du Tour de Berlin
  - 2e du championnat d'Allemagne du contre-la-montre par équipes

### Palmarès professionnel
- 2016
  - 3e, 4e, 5e, 7e et 9e étapes du Tour de Hainan
  - 2e du championnat d'Allemagne sur route
- 2017
  - 5e étape du Tour du Danemark
- 2018
  - 3e étape du Tour de Yorkshire
  - Tour de Münster
  - 3e du championnat d'Allemagne sur route
- 2019
  - Circuit du Houtland
  - 2e du Grand Prix de l'Escaut
- 2020
  - 3e et 8e étapes du Tour de Langkawi
- 2021
  -  Champion du monde du contre-la-montre par équipes en relais mixte
  -  Médaillé d'argent du championnat d'Europe du relais mixte contre-la-montre
  - 3e du championnat d'Allemagne du contre-la-montre
  - 5e du championnat d'Europe du contre-la-montre
- 2022
  - Grand Prix de Denain
  - 2e de Nokere Koerse
  - 3e du Tour de Münster
  - 4e de la Classic Bruges-La Panne
- 2023
  -  Médaillé de bronze du championnat du monde du contre-la-montre par équipes en relais mixte
  -  Médaillé de bronze du championnat d'Europe du contre-la-montre par équipes en relais mixte
  - 8e de Paris-Roubaix
- 2024
  - 1re étape du Tour de Slovaquie (contre-la-montre par équipes)
  - Circuit du Houtland
  -  Médaillé d'argent du championnat d'Europe du relais mixte contre-la-montre
  - 10e du championnat d'Europe du contre-la-montre

### Résultats sur les grands tours

#### Tour de France
3 participations
- 2020 : 134e
- 2021 : 121e
- 2022 : non-partant (16e étape)

#### Tour d'Italie
2 participations
- 2021 : 124e
- 2024 : 127e

#### Tour d'Espagne
2 participations
- 2018 : 156e
- 2019 : 137e

### Classements mondiaux
| Année                                 | 2014 | 2015 | 2016 | 2017 | 2018 | 2019 | 2020 | 2021 | 2022 | 2023 | 2024 |
| ------------------------------------- | ---- | ---- | ---- | ---- | ---- | ---- | ---- | ---- | ---- | ---- | ---- |
| UCI World Tour                        |      |      | nc   | 286e | 256e |      |      |      |      |      |      |
| Classement mondial                    |      |      | 934e | 295e | 193e | 170e | 260e | 135e | 80e  | 160e | 218e |
| UCI Europe Tour                       | 594e | 124e | 615e | 439e | 92e  | 141e | 214e | 115e | 68e  | nc   | nc   |
| UCI Asia Tour                         | nc   | nc   | nc   | 56e  | 449e |      |      |      |      |      |      |
|                                       |      |      |      |      |      |      |      |      |      |      |      |
| Légende : nc = non classéSource : UCI |      |      |      |      |      |      |      |      |      |      |      |